# 일제 주요감시대상 인물카드
일제 주요감시대상 인물카드는 대한민국의 국사편찬위원회에서 소장하고 있는 일제강점기 조선총독부의 감시 대상이었던 인물 4,858명에 대한 신상카드이다. 2018년 8월 6일 문화재 등록 예고를 거쳐, 2018년 10월 1일 대한민국의 국가등록문화재 제730호로 지정되었다.

## 지정 사유
일제강점기 조선총독부의 감시 대상이었던 인물 4,857명에 대한 신상카드이다. 1920～1940년대에 일제 경찰에서 제작한 것으로 추정되며, 1980년대에 치안본부(현재 경찰청)에서 국사편찬위원회로 이관되었다. 카드에는 안창호, 이봉창, 윤봉길, 김마리아, 유관순 등 일제에 항거한 독립운동가들이 다수 포함되어 있고, 사진․출생연월일․출생지․주소․신장 등 개인의 기본정보 외에 활동․검거․수형에 관한 사실들이 기록되어 있다. 부착된 인물사진은 희귀한 경우가 많으며, 당대의 민족운동이나 독립운동을 조사하거나 확인할 때 가장 신빙성 있고 설득력 있는 자료로서 중요한 가치를 가지고 있다.

## 참고 자료
- 일제 주요감시대상 인물카드 - 국가유산청 국가유산포털